# Écoles de Hillel et de Shammaï
 (février 2025).
Les écoles de Hillel et de Shammaï (hébreu : בית הלל ובית שמאי beit Hillel ouveit Shammaï « maison de Hillel et maison de Shammaï ») sont deux écoles de pensée au sein du courant pharisien faisant suite à la période des binômes. Celle de Shammaï, vice-président du sanhédrin, se manifeste généralement par une plus grande rigueur dans la Torah orale tandis que celle de Hillel l'Ancien, président de la même assemblée, est plus pragmatique. Bien que leurs sujets de désaccord abondent au point qu'il semble exister deux Torah, avant qu'un écho de voix céleste déclare que la loi d'Israël suit l'opinion de l'école de Hillel (TB Erouvin 13a), ils se légitiment mutuellement, au point que leur controverse est citée comme l'exemple par excellence de la dispute au nom des cieux (Avot 5:17).